# Di-hidropiridina
Di-hidropiridina é um composto orgânico cuja molécula é baseada sobre a piridina, e a estrutura base de uma classe de moléculas que tem sido semi-saturada com dois substituintes substituindo uma ligação dupla. Elas são particularmente bem conhecidas em farmacologia como bloqueadores de canais de cálcio tipo L.